# Carl Demmer (Sänger, 1766)
Carl Ignaz Anton Demmer, auch Karl Demmer, (getauft 11. Februar 1766 in Köln; † nach 1824) war ein österreichischer Opernsänger (Tenor) und der möglicherweise erste Florestan in Beethovens Oper Fidelio.

## Leben
Carl Demmer wurde am 11. Februar 1766 in der Kölner Kirchengemeinde St. Lupus auf die Namen Carl Ignaz Anton getauft. Er begann seine künstlerische Laufbahn als Chorsänger an verschiedenen Kölner Kirchen. Etwa 1786 ging er zum Theater und ist zuerst bei der in Köln spielenden Gesellschaft von Gustav Friedrich Großmann und dessen Mitdirektor Christian Wilhelm Klos nachweisbar. Musikdirektor dieser Truppe war August Burgmüller. Zusammen mit Burgmüller ging Demmer anschließend ans Bonner Nationaltheater, das am 3. Januar 1789 eröffnet wurde. Vermutlich gehörte er hier bereits zum Bekanntenkreis des jungen Beethoven, der im Opernorchester als Bratscher mitwirkte.
Zu Pfingsten 1790 wechselte er zur J. A. Dietrichschen Truppe, die hauptsächlich in Holland spielte, wo er Karl Friedrich Krüger und dessen Schwester Caroline kennenlernte, die er bald darauf heiratete. Die Truppe spielte auch am gerade eröffneten Deutschen Theater in Amsterdam, über das Franz Carl Weidmann schreibt:

„Am deutschen Theater war der Tenorist Carl Demmer engagirt worden. Dieser Künstler, gleich anziehend durch reitzende Gestalt, durch eine äußerst schöne Stimme, und auch durch geistige Gaben zog die Aufmerksamkeit von Krügers Schwester sehr schnell auf sich. Bald war der Bund geschlossen, sie reichte ihm die Hand, und die Familie lebte fortan in der äußersten Eintracht und Geselligkeit miteinander.“

Am 4. Februar 1791 kamen Demmer und seine Frau ans Hoftheater in Weimar, wo beide von Goethe gefördert wurden. Pfingsten 1794 ging das Paar nach Frankfurt am Main. Am 5. Mai schrieb Goethes Mutter an ihren Sohn in Weimar:

„Herr Demmer! das ist ein herrlicher Mann – den Tamino hat er vortreflich gespielt – und unsere Opern haben durch ihn sehr gewonnen – seine Frau ist nur als Claudia einmahl aufgetretten – da kan mann noch nicht viel sagen. Vorrige Woche ist die Zauberflöte zweymahl bey so vollem Hauße gegeben worden, daß alle Thüren offen bleiben mußten sonst wäre mann vor Hitze erstickt!“

Am 20. Dezember 1799 gab „Carl Demmer, Sänger und Schauspieler bey dem hiesigen Theater“, ein großes Konzert, zu dem er all seine Gönner einlud. Anfang 1804 schloss er einen Vertrag mit dem Wiener Hoftheater, was in Frankfurt sehr bedauert wurde:

„Herr Demmer war bisher unser einziger guter Tenorist, aber auch diesen verlieren wir bald; er geht nach Wien auf das dortige Nationaltheater, unter sehr vortheilhaften Bedingungen, als Schauspieler. Er ist hier sehr beliebt, und das hiesige Publikum wird das Wiener noch lange um seinen Besitz beneiden. Hätte man ihm hier auch für das Alter seinen Unterhalt durch eine Pension gesichert, so würde er gewiss gern bey uns geblieben seyn, und das Publikum würde es der Direktion gedankt haben.“

Am 27. Februar 1804 gab Demmer in der Titelrolle von Mozarts La clemenza di Tito seine Frankfurter Abschiedsvorstellung. Einige Tage später reiste er über Regensburg – wo er mit seiner Familie am 7. März eintraf – nach Wien. Sein dortiges Debüt gab Carl Demmer am 20. Juni 1804 im Theater am Kärntnertor als Edwinsky in der Wiener Erstaufführung von François-Adrien Boieldieus Oper Die Verwiesenen auf Kamtschatka. Der Anschlagzettel enthält den Vermerk: „Herr Demmer, neu engagirtes Mitglied wird die Ehre haben, zum erstenmal in obenangezeigter Rolle aufzutreten.“ Der Wiener Korrespondent der Allgemeinen Musikalischen Zeitung beurteilte Demmers Leistung im Wesentlichen positiv:

„Ein neuer Tenor, Hr. Demmer, der zum erstenmal in der Rolle des Grafen auftrat, gefiel. Er hat wirklich eine starke und ganz reine Stimme, einen ziemlichen Umfang und spielt recht brav. Wenn gleich seine Methode nicht die vorzüglichste, so sucht er doch diesen Mangel durch einen verständlichen Vortrag zu ersetzen – eine Eigenschaft, die man bey unsern Sängern überhaupt, und besonders bey den Tenoristen, nicht häufig antrifft.“

Etwas skeptischer äußerte sich der Wiener Korrespondent der von Johann Friedrich Reichardt redigierten Berlinischen musikalischen Zeitung:

„Für einen ersten Liebhaber ist er nicht mehr jung genug, auch hat seine Stimme zu wenig Klang und Biegsamkeit. Doch ist er verständlich, hat eine ziemliche Höhe, und singt gewöhnlich mit Richtigkeit und Ausdruck.“

Der Anschlagzettel zur Uraufführung von Beethovens Fidelio, die am 20. November 1805 im Theater an der Wien stattfand, nennt dann „Hr. Demmer“ in der Rolle des Florestan. Seine Partnerin war Anna Milder als Leonore bzw. Fidelio. Die Aufführung war ein großer Misserfolg für Beethoven, auch den Protagonisten wurde kein gutes Zeugnis ausgestellt:

„Dem. Milder hat, trotz ihrer schönen Stimme, doch für die Rolle des Fidelio viel zu wenig Affekt und Leben, und Demmer intonirte fast immer zu tief. Alles das zusammen genommen, auch wol zum Theile die jetzigen Verhältnisse, machten, dass die Oper nur dreymal gegeben werden konnte.“

Beethoven selbst war mit Demmers Gestaltung ebenfalls unzufrieden und ersetzte ihn bei der Uraufführung der zweiten Fassung am 26. März 1806 durch Joseph August Röckel.
Zu Carl Demmers großen Erfolgen gehörte die Partie des Ober-Seneschall in dem Singspiel Johann von Paris von François-Adrien Boieldieu, das am 29. August 1812 erstmals im Theater an der Wien zur Aufführung gelangte. Die Prinzessin von Navarra sang die beliebte Cathinka Buchwieser, Demmers Tochter Josefine verkörperte die Lorezza. Kurioserweise spielte sein Bruder Christian Demmer dieselbe Rolle – zur selben Zeit – in einer Inszenierung des Kärntnertor-Theaters. Ignaz Franz Castelli schreibt in seinen Memoiren:

„Zwei Brüder Demmer waren als Sänger, der Eine im Hofoperntheater, der Andere im Theater an der Wien angestellt; sie spielten alle Chevaliers, sie sahen sich im Gesichte so ähnlich, und hatten so gleiche Manieren und eine so gleiche Sprache daß man sie fast nicht auseinanderhalten konnte. Sie spielten und sangen zu gleicher Zeit, Jeder in seinem Theater den Seneschal in ‚Johann von Paris.‘“

Am 14. April 1813 – die Familie wohnte zu dieser Zeit „auf der Laimgrube Nr. 26“ – starb „dem Hrn. Carl Demmer, k. k. Hofschauspieler, s. Fr. Caroline“. In zweiter Ehe heiratete er am 12. April 1815 in Wien-Margareten die 24-jährige Dienstmagd Franziska Hofmann, die am 19. März 1856 im Alter von 65 Jahren in Wien-Altlerchenfeld Nr. 237 starb. Die Wiener Zeitung bezeichnet sie als „k. k. Hofschauspielers-Witwe“.
1817 wird „Herr Carl Demmer“ ausdrücklich als Mitglied der Hofschauspiel-Gesellschaft (nicht der Hofopern-Gesellschaft) genannt, trat also anscheinend nur noch selten als Sänger auf. In dem Wiener Künstlerverzeichnis von Franz Heinrich Böckh wird er 1821 wie folgt verzeichnet: „Demmer Carl, k. k. Hof-Opern-Sänger, zugleich k. k. Hofschauspieler. Auf der Wieden Nr. 180.“ Am 1. Juli 1822 wurde er schließlich pensioniert.
Um 1824 verliert sich seine Spur.

## Familie
Der Ehe von Carl und Caroline Demmer entstammen mehrere bedeutende Wiener Schauspielerinnen und Schauspieler, darunter
- Friedrich Demmer (* 1785 in Berlin; † 15. April 1838 in Wien), vom September 1829 bis 1834 als Sänger, dann bis zu seinem Ableben als Oberregisseur des k. k. Hofoperntheaters tätig,
- Jeannette (Johanna) Schmidt geb. Demmer (* 5. April 1794 in Weimar; † 14. März 1862 in Wien),[24]
- Josefine Scutta, geb. Demmer (* 19. September 1795 in Frankfurt am Main; † 22. Dezember 1863 in Wien), Gattin von Andreas Scutta,
- Thekla Demmer, verehelichte Kneisel (* 1802 in Frankfurt am Main; † 23. August 1832 in Wien).

Er war zudem der Bruder der Sänger und Schauspieler Joseph Demmer und Christian Demmer. Sein Neffe war der Opernsänger Friedrich Demmer.